# Henk Opsteegh

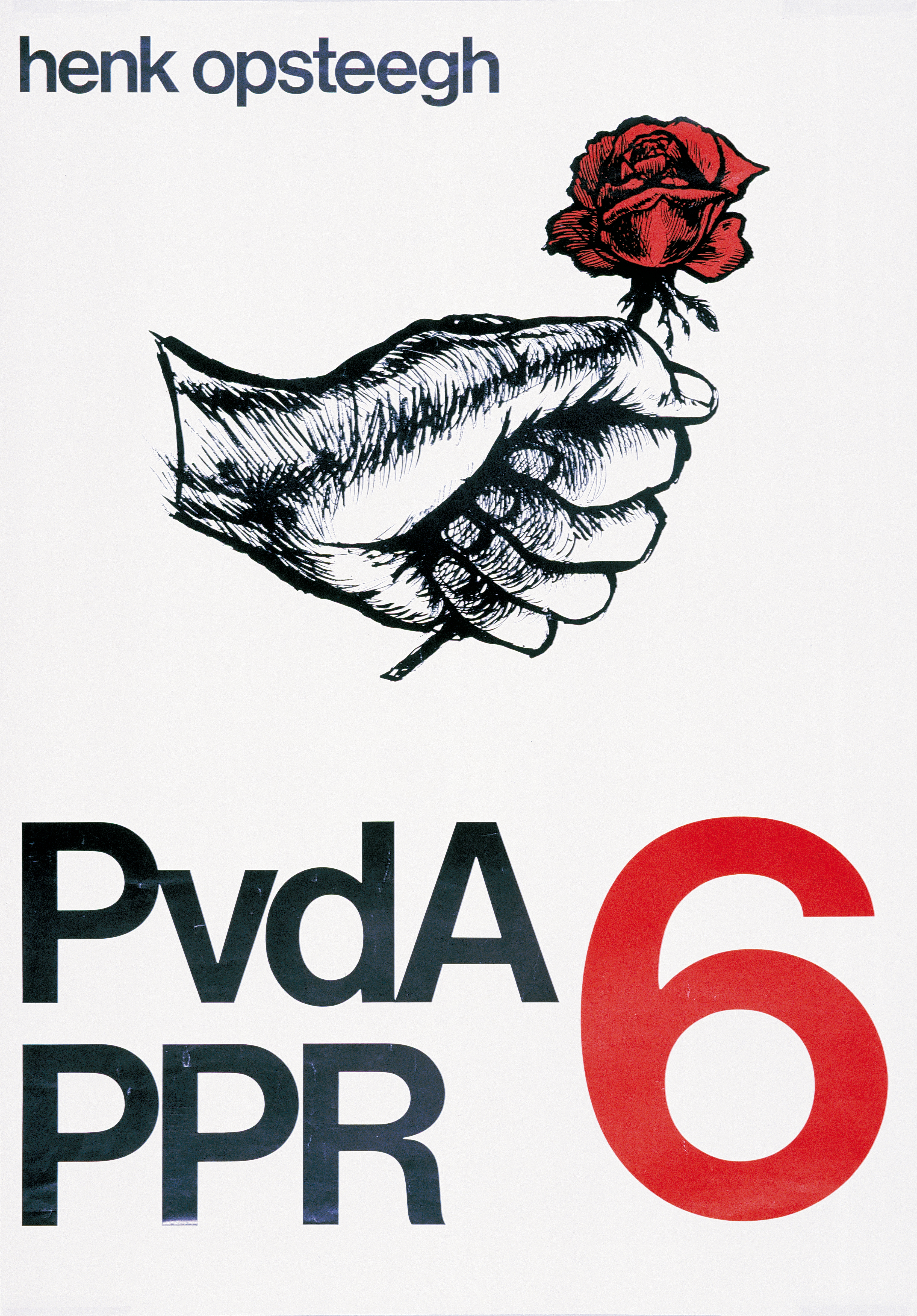
Poster van de gemeentelijke verkiezingen van 1974

H.Th.H. (Henk) Opsteegh (24 september 1947) is een Nederlands politicus van de PvdA.
In 1991 werd Henk Opsteegh, geboren in Tegelen, burgemeester van de Limburgse gemeente Swalmen. In december 1998 werd hij benoemd tot burgemeester van Schijndel. In januari 2010 gaf Opsteegh aan geen derde termijn te ambiëren om met vervroegd pensioen te gaan. Hij kreeg per 1 december 2010 eervol ontslag maar werd benoemd tot waarnemend burgemeester in afwachting van de komst van de nieuwe burgemeester. Begin 2011 werd hij opgevolgd door Jetty Eugster-van Bergeijk.